# Freeborn County
Freeborn County is een county in de Amerikaanse staat Minnesota.
De county heeft een landoppervlakte van 1.833 km² en telt 32.584 inwoners (volkstelling 2000). De hoofdplaats is Albert Lea.

## Bevolkingsontwikkeling

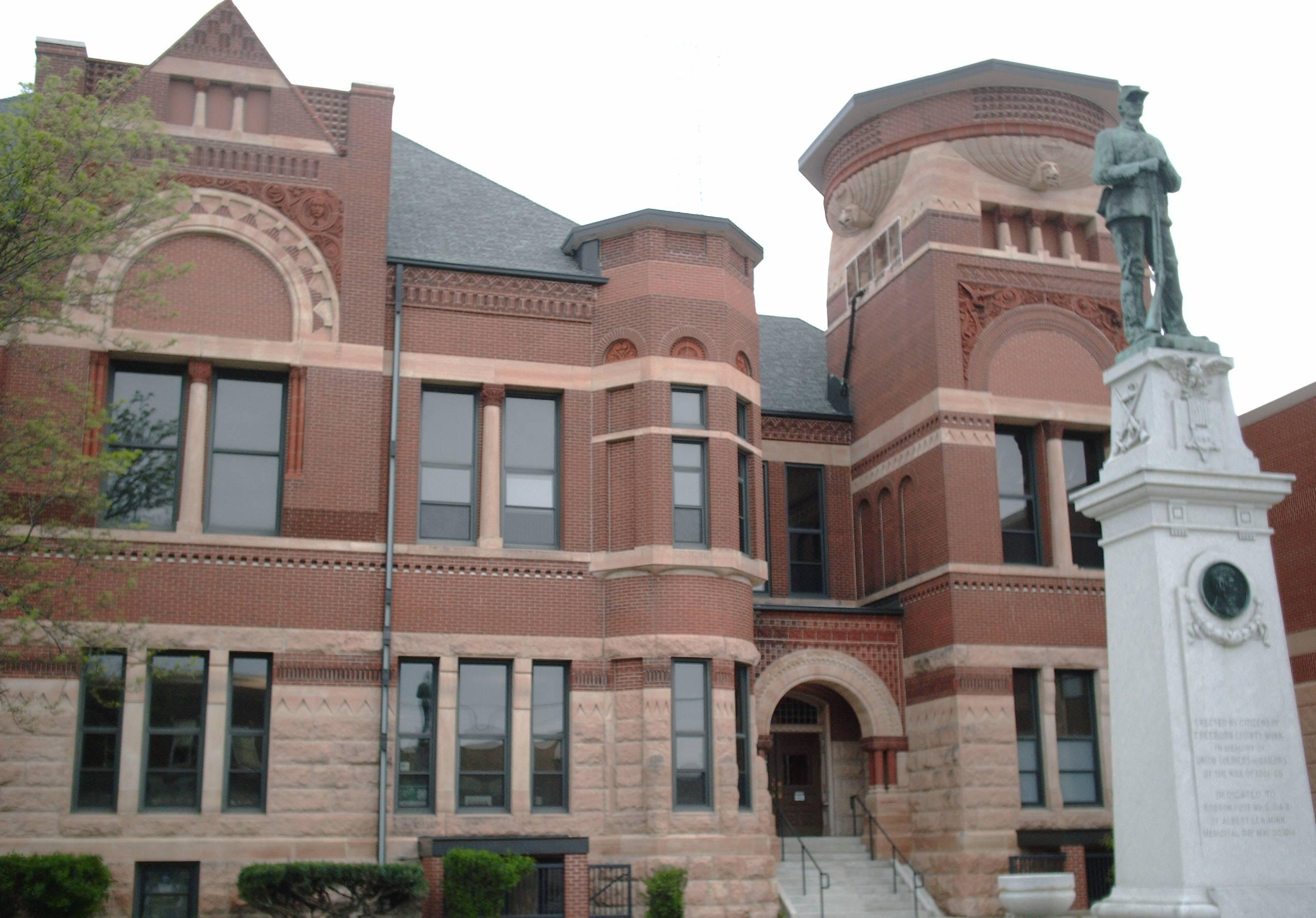
Freeborn County Courthouse